# Чжан Чжілей
Чжан Чжілей  (нар. 2 травня 1983 в Шанцю, провінція Хенань, КНР) — професійний боксер, виступає у важкій вазі. Срібний призер Олімпіади (2008), чемпіон Азії та Азійських ігор, призер чемпіонатів світу (2007, 2009) серед аматорів, «тимчасовий» чемпіон WBO (2023—2024) у важкій вазі.

## Аматорська кар'єра
На першому для себе чемпіонаті світу з боксу 2003 в Бангкокі програв в 1/8 фіналу Гжегожу Кетса (Польща) — 8-22

### Чемпіонат світу 2005
- У 1/8 фіналу переміг Вугара Алекперова (Азербайджан) — 20-11
- У чвертьфіналі програв Одланьєру Солісу (Куба) — 7-17

### Чемпіонат світу 2007
- У чвертьфіналі переміг Денієла Біхена (Австралія) — КО2
- У півфіналі програв В'ячеславу Глазкову (Україна) — 11-21

### Виступ на Олімпіаді 2008
- У 1/8 фіналу переміг Мухаммеда Аманіссі (Марокко) — 15-0
- У чвертьфіналі переміг Руслана Мирсатаєва (Казахстан) — 12-2
- У півфіналі переміг В'ячеслава Глазкова (Україна) — 20-0
- У фіналі програв Роберто Каммарелле (Італія) — 0-19

### Чемпіонат світу 2009
- У чвертьфіналі переміг Примислава Димовського (Македонія) — 6-2
- У півфіналі програв Роману Капітоненко (Україна) — 2-5

### Азійські ігри 2010
- У 1/8 фіналу переміг Даваалхагвагійн Ідербат (Монголія) — RSC
- У чвертьфіналі переміг Сумара Госсун (Сирія) — 5-3
- У півфіналі переміг Парамджит Самота (Індія) — RSC
- У фіналі переміг Івана Дичко (Казахстан) — 7-5

### Чемпіонат світу 2011
- У першому раунді змагань переміг Нікіту Мацулевича (Латвія)
- У другому раунді змагань переміг Джозефа Паркера (Нова Зеландія) — 15-7
- У чвертьфіналі програв Івану Дичко (Казахстан) — 7-13

### Виступ на Олімпіаді 2012
- У 1/8 фіналу переміг Йохана Лінде (Австралія) — RSC
- У чвертьфіналі програв Ентоні Джошуа (Велика Британія) — 11-15

## Професіональна кар'єра
8 серпня 2014 року провів перший у профікар'єрі бій.
21 січня 2017 року виграв вакантний титул чемпіона WBO Oriental. Провів 2 успішних захисти титулу. У другому захисті в Монако 30 листопада 2019 року переміг за очками українського боксера Андрія Руденко.
27 лютого 2021 року в перших трьох раундах тричі надсилав свого суперника американця Джеррі Форрестера в нокдауни, але не зумів його перемогти. У підсумку судді зафіксували нічию.
20 серпня 2022 року в андеркарді бою-реваншу Олександр Усик — Ентоні Джошуа II провів бій проти Філіпа Хрговича (Хорватія) за статус обов'язкового претендента на титул чемпіона світу за версією IBF у важкій вазі і програв одностайним рішенням, зазнавши першої поразки.
15 квітня 2023 року в бою проти Джо Джойса (Велика Британія) здобув перемогу технічним нокаутом у шостому раунді і завоював титул «тимчасового» чемпіона WBO у важкій вазі.
За умовами контракту Джойс мав право на реванш, і 23 вересня 2023 року боксери зустрілися в бою вдруге.
Поєдинок завершився швидше, ніж їх перше протистояння. У третьому раунді китаєць жорстко нокаутував британця, захистивши титул «тимчасового» чемпіона WBO.
8 березня 2024 року в андеркарді бою Ентоні Джошуа — Франсіс Нганну провів бій проти Джозефа Паркера (Нова Зеландія). Незважаючи на два нокдауни, в яких у третьому та восьмому раундах побував новозеландець, судді рішенням більшості саме йому віддали перемогу. Чжілей втратив титул «тимчасового» чемпіона WBO у важкій вазі.
1 червня 2024 року нокаутував в п'ятому раунді ексчемпіона світу американця Деонтея Вайлдера.
22 лютого 2025 року в бою за вакантний титул «тимчасового» чемпіона WBC у важкій вазі зустрівся з німцем Агітом Кабаєлом і зазнав поразки технічним нокаутом.